# خورشیدگرفتگی ۲۸ مه ۵۸۵ پیش از میلاد

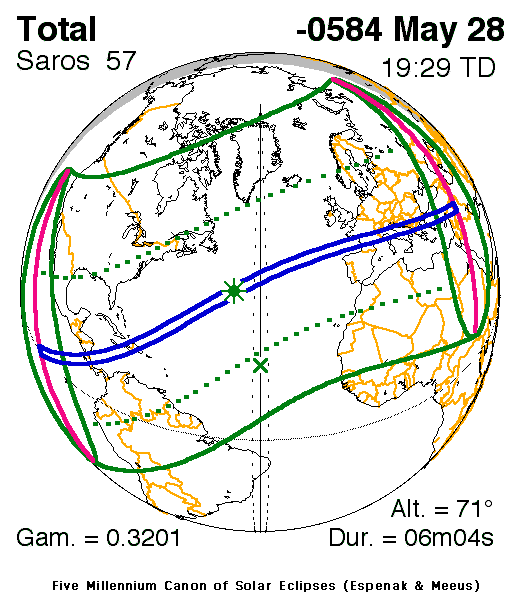
خورشیدگرفتگی ۲۸ مه ۵۸۵ پیش از میلاد

خورشیدگرفتگی ۲۸ مه ۵۸۵ پیش از میلاد (به انگلیسی: Solar eclipse of May 28, 585 BC) یک خورشیدگرفتگی از نوع خورشیدگرفتگی کامل است. این خورشیدگرفتگی در تاریخ ۲۸ مه ۵۸۵ پیش از میلاد روی داد که زمان اوج آن، ساعت ۱۴:۲۸ به‌وقت ساعت هماهنگ جهانی بوده‌است.مدت زمان و طول این خورشیدگرفتگی ۶ دقیقه و ۵ ثانیه بود.
این خورشیدگرفتگی، در خلال نبرد هالیس اتفاق افتاد و تالس نیز آن را پیش‌بینی کرده بود.